# Šiš
Lo Šiš (in russo Шиш?) è un fiume della Russia siberiana, affluente di destra del fiume Irtyš (bacino idrografico dell'Ob'). Scorre nei rajon Sedel'nikovskij,  Tarskij e Znamenskij dell'Oblast' di Omsk.

## Descrizione
Lo Šiš ha origine nella parte occidentale della pianura di Vasjugan e scorre per lo più in direzione occidentale. Ha una lunghezza di 378 km e il suo bacino è di 5 270 km². La sua portata media, a 149 km dalla foce, presso il villaggio di Atirka, è di 15,22 m³/s. Confluisce nell'Irtyš in corrispondenza del villaggio di Ust'-Šiš (Усть-Шиш). Il fiume si blocca per il ghiaccio a fine ottobre - inizio novembre, fino alla seconda metà di aprile - prima metà di maggio.